# Kim Pyong-sik
Kim Pyong-sik (Jeollanam-do, 10 februari 1919 – 21 juli 1999) was een Noord-Koreaans politicus.
Kim Pyong-sik vertrok voor het einde van de Tweede Wereldoorlog naar Japan en werkte er voor de Unie van Koreaanse Studenten en voor het Koreaanse nieuwsagentschap aldaar. Na de oprichting in 1955 van de pro-Noord-Koreaanse Algemene Vereniging van Koreaanse Ingezetenen van Japan (Chongryon) bekleedde hij hoge functies binnen die organisatie. Later keerde hij naar Noord-Korea terug en sloot hij zich aan bij de Sociaaldemocratische Partij, een procommunistische partij die samenwerkt met de communistische Koreaanse Arbeiderspartij (CND). Kim Pyong-sik was onder andere lid van het Presidium van het Centraal Comité van de Sociaaldemocratische Partij en later voorzitter ervan. Na zijn aftreden als voorzitter bleef hij als adviseur van het Centraal Comité van de Sociaaldemocratische Partij invloed uitoefenen op de partij.
Kim Pyong-sik was tevens vicevoorzitter van het Permanente Comité van de Opperste Volksvergadering (parlement).
Van 1994 tot 1998 was hij vicepresident van Noord-Korea.